# جون كورتيس بيري
جون كورتيس بيري (بالإنجليزية: John Curtis Perry)‏ هو مؤرخ أمريكي، ولد في 18 يوليو 1930 في الولايات المتحدة.